# 中华人民共和国外交

中华人民共和国同各国外交关系
中华人民共和国
和中华人民共和国建交的国家
没有和中華人民共和國建交的国家
争议地区

中华人民共和国外交，通称中国外交，是關於中华人民共和国政府實施的外交政策和其歷史。截至2024年1月24日，中华人民共和国与183个国家建立外交关系，总計有180个联合国會員国以及巴勒斯坦、库克群岛、紐埃3个非聯合國會員國。
中国官方目前对外交政策的说法是：在中国共产党的坚强领导下，中国外交坚持以习近平新时代中国特色社会主义思想特别是习近平外交思想为指引，以实现中华民族伟大复兴为使命，以维护世界和平、促进共同发展为宗旨，坚持自信自立、开放包容、公道正义、合作共赢的方针原则，推动构建人类命运共同体，为人类发展进步事业不断做出新贡献，书写新篇章。中国政府声明其坚定奉行独立自主的和平外交政策，在和平共处五项原则基础上同各国发展友好合作，坚持对外开放的基本国策，积极参与全球治理体系改革和建设，追求人类命运共同体。。
基於一个中国原则，中華人民共和國不與任何承認中華民國的國家建交，并将台灣問題视为内政事务。
中国是许多国际组织的成员。根据聯合國大會第2758號決議，中华人民共和国是联合国安理会常任理事国。
中华人民共和国外交部是中华人民共和国国务院主管外交事务的组成部门。中国共产党中央外事工作委员会负责全面领导中国共产党及中华人民共和国的外事工作，其办事机构为中央外事工作委员会办公室。中国外交工作的指导方针是“必须坚持外交大权在党中央，坚决维护以习近平同志为核心的党中央权威和集中统一领导，确保令行禁止、步调统一”。

## 历史沿革

### 毛泽东时代

#### 建国初期
建国初期，毛泽东等人领导的中国共产党和中华人民共和国政府作出实行“一边倒”策略的决策，加入以苏联为首的社会主义国家阵营，签署《中苏友好同盟互助条约》，在冷战中对抗以美国为首的资本主义国家阵营。在建国之初，中华人民共和国政府的外交政策是保持与苏联以及其他社会主义阵营国家的团结，“一边倒”的倾向以苏联为代表的社会主义阵营，并因此从苏联获得了大量资金、工程项目以及科技人员，第一个五年计划提前超额完成任务。期间，1953年3月9日，中华人民共和国为悼念苏联领导人斯大林逝世，将天安门城楼上的毛泽东肖像更换为斯大林肖像，为期一天。同年底，周恩来在会见印度代表团时，提出了“和平共处五项原则”。
1950年，北京政府出于本土安全考虑等原因派出了中国人民志愿军到朝鲜，支援朝鲜人民军进行朝鲜战争（1950-1953年）。朝鲜战争之后，中国试图通过与巴基斯坦等第三世界国家建立友好关系来淡化自己与苏联过度亲密的关系，这也造成中国与之后的东南亚與拉丁美洲国家新政权之间的关系紧张。

#### 中苏交恶

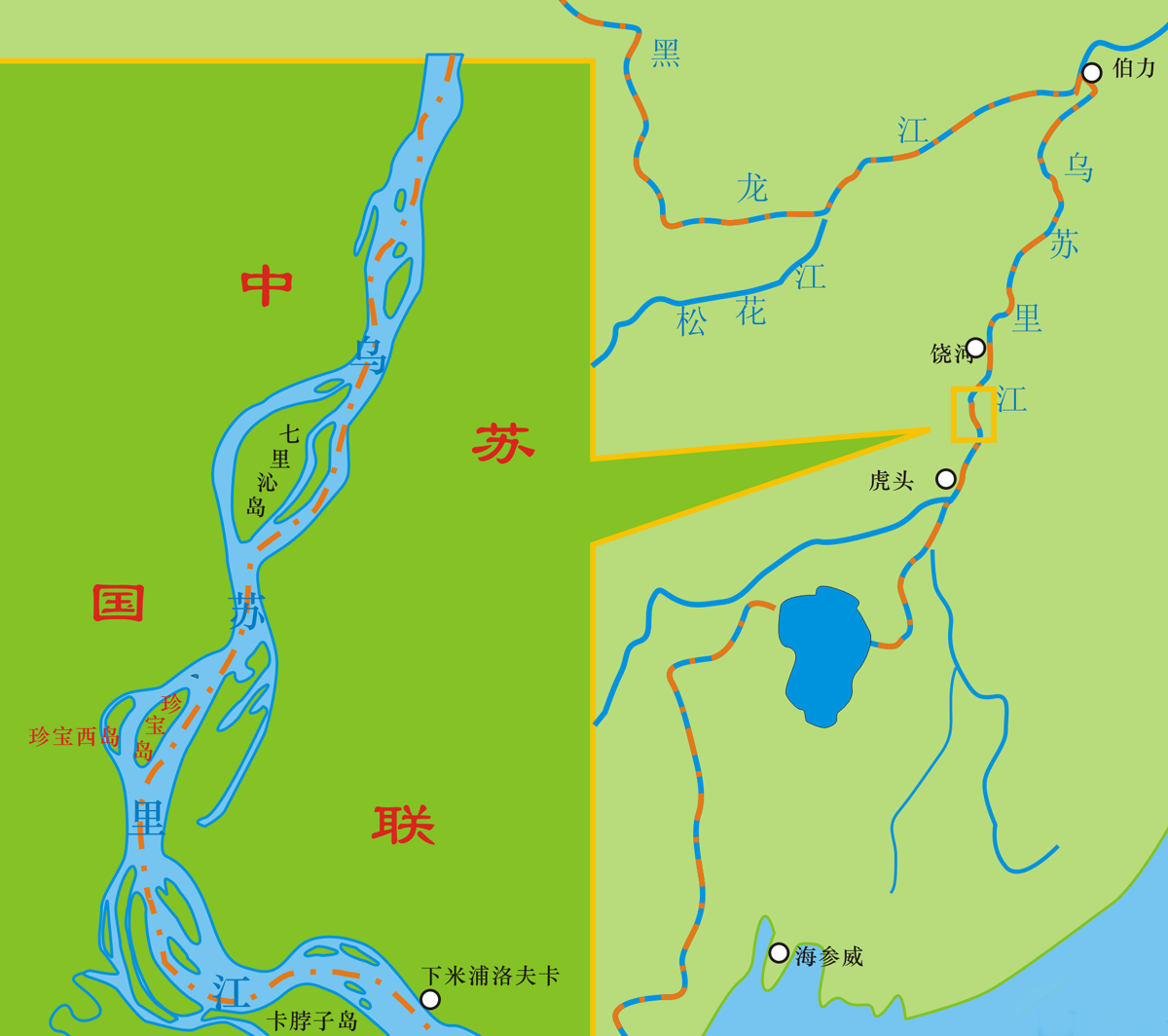
1969年中蘇珍寶島戰爭

苏联共产党总书记斯大林去世后，上台的苏共中央第一书记赫鲁晓夫于1956年发表《关于个人崇拜及其后果》批判斯大林，中苏关系开始转变。1958年，苏联提出与中国海军组成“联合舰队”，中方认为此举将侵犯中国主权，中苏关系从此开始恶化。1960年，苏联突然撤走1390名在华专家、终止600份合同，中苏关系开始破裂、史称“中苏交恶”，此后中国共产党开始与苏联共产党在世界共产主义运动中出现较大分歧。
1962年在中印边境战争当中，苏联选择支持印度。1966年中国大陆文化大革命爆发后，毛泽东号召“反苏修”，苏联则批判文革和毛泽东。1968年8月，以苏联为首的华约集团入侵捷克斯洛伐克，中共称苏联为“苏修社会帝国主义”、“苏修叛徒集团”。与此同时，中苏边界冲突加剧，据中国官方统计，1964年10月至1969年3月，双方的边界纠纷达4189起、比1960年至1964年期间增加了一倍半。1969年3月的“珍宝岛事件”中，中苏爆发大规模军事冲突，此后双方处在核战争边缘，苏联一度准备对中国大陆的北京、长春、鞍山、酒泉、西昌、罗布泊等地实行核打击，时任美国总统尼克松进行了干预。
1960年代末和1970年代，中苏两国已相互变成了最危险的敌人之一，苏联在中苏边界陈兵百万。在与苏联交恶后，毛泽东等中共领导层开始积极与美国等西方国家交往，1972年时任美国总统尼克松访华，同年中华人民共和国同英、日、德、澳相继建交。此后，毛泽东于1973-74年提出了“一条线、一大片”的外交构想，即美国、日本、中国、巴基斯坦、伊朗、土耳其、西欧结成准联盟，共同对付苏联的扩张势头。

#### 输出革命
中苏交恶后，中国共产党及中国政府越来越注重自己的战略地位，开始大力支援东南亚與拉丁美洲等地的共产党或共产主义政权。1962年，毛泽东批判了王稼祥提出的对外援助要实事求是、量力而行的“三和一少”对外工作观点。1960年代起，中共在东南亚地区大力输出共产主义革命，援助了包括印尼共产党、马来亚共产党、北加里曼丹共产党、越南共产党、柬埔寨共產黨、老挝共产党、泰国共产党、菲律宾共产党、缅甸共产党在内的各国共产党组织和游击队，使其在世界各国无产阶级的影响力达到顶峰，但亦导致部分地区排华情绪严重，造成大量人员伤亡和财产损失。据学者统计，中国的援助占柬共“红色高棉”政权总外援的至少90%，仅在1975年，中方就向其提供了至少10亿美元的无息经济和军事援助以及2000万美元的“礼物”。其中，1960年代的印尼九三〇事件、1970年代的柬埔寨红色高棉大屠杀造成了数十万华裔的死亡。与此同时，毛泽东等人发动的文化大革命还影响了当时的阿尔巴尼亞、朝鮮、法國、埃塞俄比亞、荷蘭和智利等一些左翼势力強大的地区，以及日本、新加坡等地。

#### 文革外交

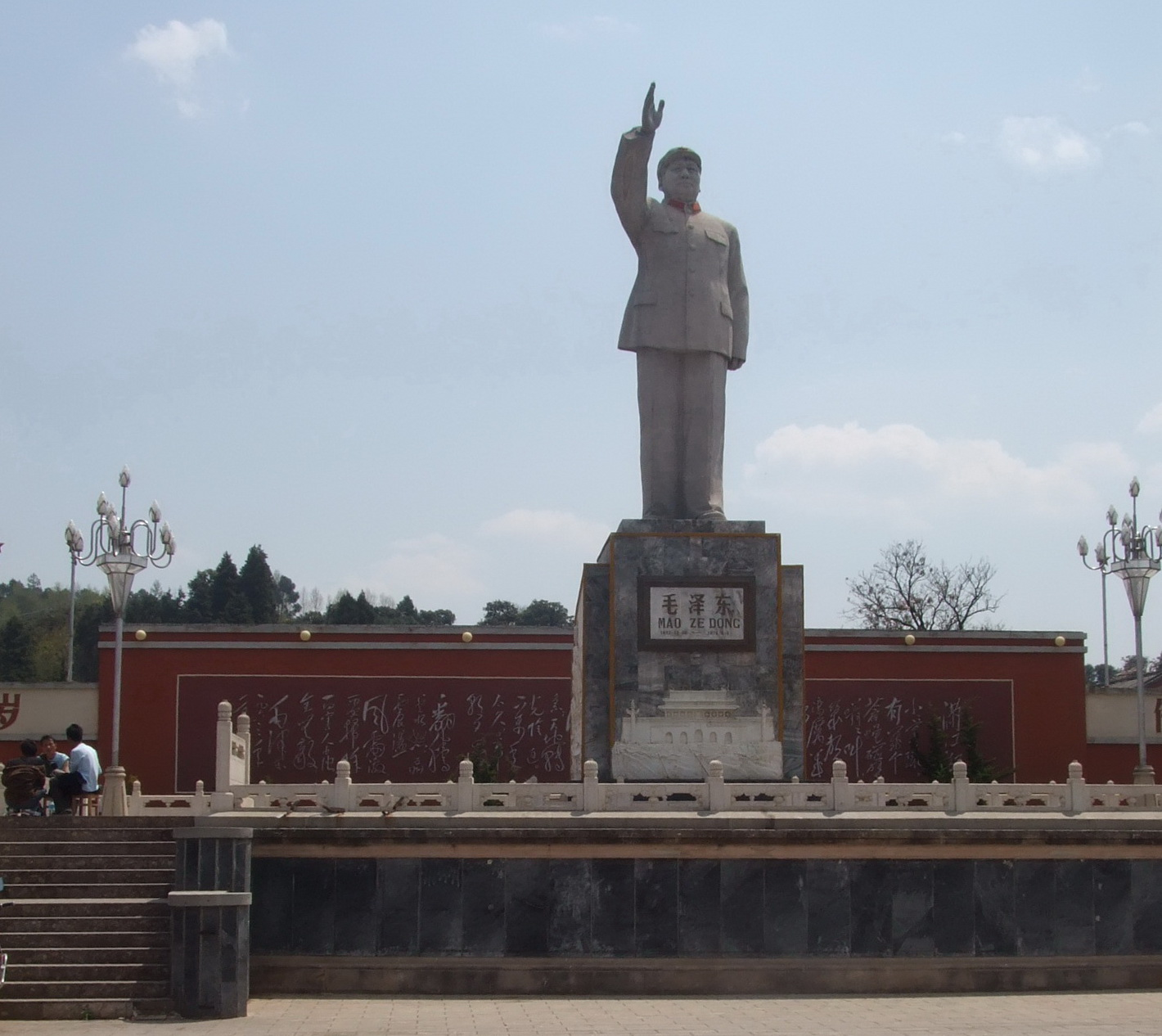
位于云南省丽江市建造于文革时期的毛泽东雕像。

文化大革命时期的中国外交受极左思潮的影响，採取不按牌理出牌的反常外交手段，不仅对外输出革命，亦强硬对外输出意识形态，甚至认为“毛主席是世界领袖”，期间中国在已建交或半建交的40多个国家中，与近30个国家发生了外交纠纷、与部分国家恶化到断交的地步，導致中方許多合作與援助暫停，同時造成形象受損。其中，1967年夏，在外交部被夺权的混乱时期，发生了红卫兵“火烧英国代办处事件”，英国驻华外交人员亦遭到殴打，是建国以来最严重的涉外事件。此外，还发生了焚毁蒙古驻华大使专车事件、王府井“围攻外宾事件”等，在革命的大旗下不顧外交程序而逕自行動，甚至發生暴力衝突，導致領導階層不得不親自出面收拾善後。
- 1966年9月9月，毛泽东发布《九九批示》，指示一切驻外机关“来一个革命化，否则很危险”，此后时任外交部部长陈毅亦遭到批斗迫害、患病致死[56][57][58]。
- 中国通过各驻外使馆、领馆，向当地华侨和国民强行散发毛主席著作、语录、像章和“文革”宣传品[52][53]。1967年6月，中国驻缅甸人员不顾缅甸政府的劝阻，强行向华侨和缅甸国民散发《毛主席语录》和毛主席像章，引起缅方的不满和干涉，历史上缅甸曾制定法令不允许学生佩戴外国徽章[52]。6月27日、28日，在缅甸首都仰光，缅甸民众包围并冲击中国驻缅甸大使馆，部分人士冲入了大使馆，导致中方一经济专家被杀害；从6月29日起，北京几十万群众连续在缅甸驻华大使馆门前举行声势浩大的游行示威，7月初发生“午门抗缅大会”，双方处于断交边缘[52]。
- 许多中国驻外大使、参赞几乎全部奉调回国参加政治运动，许多人受到批斗，驻外使馆的工作不能正常进行[52][57]。中国对外政治、经济、文化交流和合作基本中断，与各国元首和政府首脑级的互访急剧减少，实际退出了几乎所有的国际组织，也不出席国际会议；外贸进出口大幅度下降；派出的留学人员全部被召回国，也停止接受外国留学生[52]。1967年，在部分留学生归国途中，发生了莫斯科红场事件，进一步导致中苏关系恶化。
- 甚至有外宾也被要求要面对毛泽东像站立，右手拿《毛主席语录》放在胸前，进行“汇报”、“请示”，喊“万寿无疆”[54][59]。据外交部官员范承祚回忆，1968年初春，他奉命陪同阿尔巴尼亚驻华大使纳塔奈利到天津参观访问。天津市外办的军代表让大使像中国人一样喊“万寿无疆”、向毛主席像三鞠躬时，这位大使却不愿意鞠躬。这位军代表便一再要范承祚“提醒”大使，但后者认为不能强外宾所难，并对军代表说：“人家对自己的领袖霍查都不行三鞠躬礼，为什么要对毛主席像三鞠躬呢？”军代表回答说：“霍查是一个国家的领袖，而毛主席是世界领袖。”[54][59]

此后，毛泽东本人也意識到，情勢不是自己預期所想的，並开始逐渐采取一些做法，对部分问题进行纠正，同時指責其過於偏激：
- 1968年3月7日，毛泽东在中共中央对外联络部外宾简报《安斋等人认为日本不能走农村包围城市的道路》上写批语：“不要那样做，做了效果不好。国家不同，做法也不能一样。”3月12日，毛泽东在关于援外飞机喷刷毛主席语录的请示报告上写批语：“这些是强加于人的，不要这样做。”17日，毛泽东在关于答复新西兰共产党总书记威尔科克斯对中国对外宣传工作的批评的请示报告上写批语：“此事我已说了多次。对外（对内也如此）宣传应当坚决地有步骤地予以改革。”
- 1968年4月6日，毛泽东在审阅中共中央对外联络部、中国人民解放军总参谋部起草的关于帮助外国人员进行训练的文件时，将其中“主要是宣传全世界革命人民的伟大导师毛主席和战无不胜的马克思主义、列宁主义、毛泽东思想”一句中的“全世界革命人民的伟大导师毛主席和战无不胜的”二十一字删掉，并写下批语：“这些空话，以后不要再用。”
- 1968年5月29日，毛泽东对外交部“关于加强宣传毛泽东思想和支持西欧、北美革命群众斗争的建议”写批语：“第一，要注意不要强加于人；第二，不要宣传外国的人民运动是由中国影响的，这样的宣传易为反动派所利用，而不利于人民运动。”
- 1970年12月6日，毛泽东在中共中央对外联络部《关于邀请“荷兰共产主义统一运动（马列）”派代表团访华的请示》上写批语：“对于一切外国人，不要求他们承认中国人的思想，只要求他们承认马列主义的普遍真理与该国革命的具体实践相结合。这是一个基本原则。我已说了多遍了。至于他们除马列主义外，还杂有一些别的不良思想，他们自己会觉悟，我们不必当作严重问题和外国同志交谈。只要看我们党的历史经过多少错误路线的教育才逐步走上正轨，并且至今还有问题，即对内对外都有大国沙文主义，必须加以克服，就可知道了。”

#### 联合国及西方

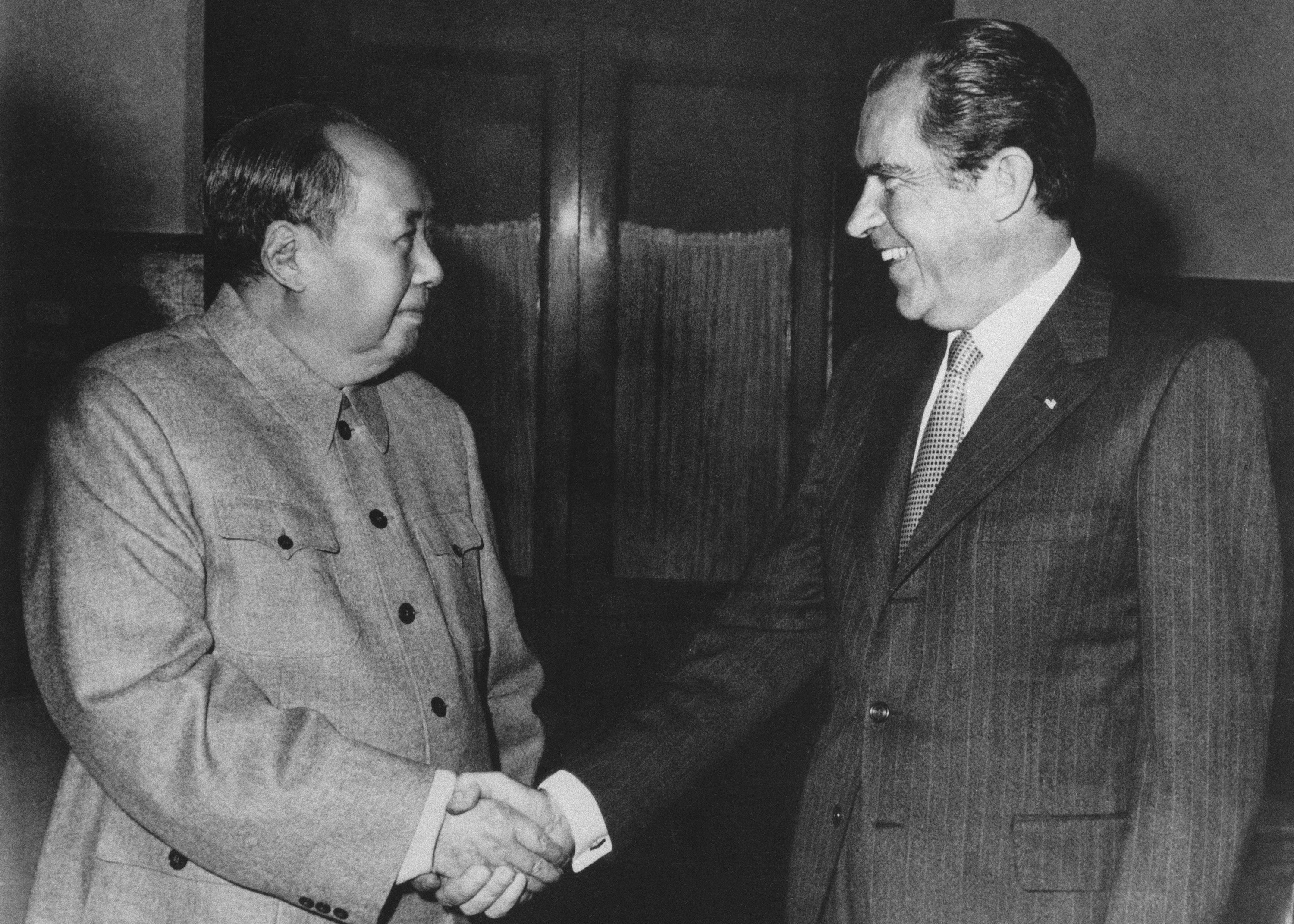
1972年2月，时任美国总统尼克松访华，与毛泽东会面。

1963年8月苏联、美国、英国签署了《部分禁止核试验条约》，在此背景下1964年1月中华人民共和国随即与西方另一个核大国法国迅速建交。1970年代，因中苏交恶，中苏两国已相互变成了最危险的敌人之一，中华人民共和国开始与美国、日本和其它一些西方资本主义国家发展关系。1970年12月，毛泽东通过美国记者埃德加·斯诺向时任美国总统尼克松转达访问北京的邀请，并希望斯诺转达其对尼克松的称赞“你是好人！世界第一个好人！”。1971年4月中美进行“乒乓外交”，1971年7月时任美国总统国家安全事务助理基辛格秘密访华，1972年2月时任美国总统尼克松访华，中美之间的关系逐步正常化。
与此同时，在1970年代之前，在台北的中華民国政府一直被国际社会以及联合国广泛认可为代表中国的唯一合法政府，1971年10月中华人民共和国政府通过《聯合國大會2758號決議》取代中华民国政府成为中国在联合国的代表。此后，中华人民共和国在国际上的地位变得越来越重要，大多数国家中断了与台北的外交关系，转而与北京政府建立联系。中华人民共和国同日本在1972年建立外交关系，同年还与英国、西德（1990年两德统一后为德国）、澳大利亚建交，此前已与加拿大（1970年）、意大利（1970年）等西方大国建交。

在美苏冷战的两极格局背景下，1974年，毛泽东公开提出其“三个世界”的理论。1974年4月，时任中国国务院副总理的邓小平作为中国代表团团长出席联合国大会第29届会议，这也是自1971年中华人民共和国取得联合国的合法席位之后，第一位中国国家领导人在联大会议期间发言。邓小平在联合国会议中阐述了毛泽东的三个世界理论，并提道：
中国是一个社会主义国家，也是一个发展中的国家。中国属于第三世界。...... 中国现在不是，将来也不做超级大国。什么叫超级大国？超级大国就是到处对别国进行侵略、干涉、控制、颠覆和掠夺，谋求世界霸权的帝国主义国家。...... 如果中国有朝一日变了颜色，变成一个超级大国，也在世界上称王称霸，到处欺负人家，侵略人家，剥削人家，那么，世界人民就应当给中国戴上一顶社会帝国主义的帽子，就应当揭露它，反对它，并且同中国人民一道，打倒它。

### 邓小平时代

#### 改革开放
1978年11月，中国国务院副总理邓小平出访新加坡，与时任新加坡总理李光耀举行会谈。期间，邓小平代表中国共产党和中国政府承认了两个问题并承诺改善：一是主张对外开放，引进外资；二是接受李光耀的建议，不再搞革命输出，大大改变了中国的周边国家政府的关系。
- 改革开放后，中国大陆开始大量接受发达国家的各类援助[73][74][75][76][77][78][79]，香港、澳门和台湾也提供了大力支持和援助[80][81][82][83]。此外，1978年邓小平作出扩大派遣留学生的战略决策，自此中华人民共和国成千上万的学生开始留学海外[84][85]。
- 中国政府于1980年停止输出革命，并断绝了对东南亚各国共产党的援助[33][71]。缅甸共产党、马来亚共产党、泰国共产党等在失去了中国的援助之后，在1980年代末到1990年代初时相继放下武器向东南亚各国政府投降[86]。全世界毛主义者普遍认为怀仁堂政变后的中国是背叛了毛澤東思想的修正主义国家。如美国革命共产党宣称：“1976年后中国的修正主义势力不仅继续标榜为共产主义者，而且还更具体的自称为毛泽东革命路线和革命遗产的继承者。”[87]此后，一些国家的反政府组织仍坚持武装斗争，包括印度共产党（毛主义）、菲律宾共产党及其军事组织新人民军、土耳其共产党/马列、秘鲁共产党 (光辉道路)，而如尼泊尔共产党（毛主义中心）等共產黨武裝曾在1990年代坚持武装斗争但现在已放弃[88]。

与此同时，为解决台湾问题，1982年1月10日，邓小平在接见来华访问的美国华人协会主席李耀基时，正式提出“一个国家，两种制度”的概念，即一国两制，此后于1983年6月进一步阐述“邓六条”。改革开放以来，随着中国经济的快速发展、综合国力的明显提升和世界多极化的发展趋势，中国外交方针也顺应潮流转变为继承《和平共处五项原则》，“不扛旗、不打头、不结盟”，另提出“全世界最大的发展中国家”、“不干涉别国内政”、“和平崛起”、“和谐世界”等方针。
中华人民共和国始终表态反对“霸权主义”，早期针对的主要是美国、苏联以及苏联的卫星国，如越南和古巴，但是同时北京官方也注重自己的外交政策是独立于美国与苏联之间。邓小平曾多次提出“中、美、苏大三角”的关系。在与西方改善关系的同时，北京当局继续推动第三世界国家中的不结盟运动。

#### 中美关系

1979年1月，邓小平正式出访美国，与时任美国总统吉米·卡特举行会晤

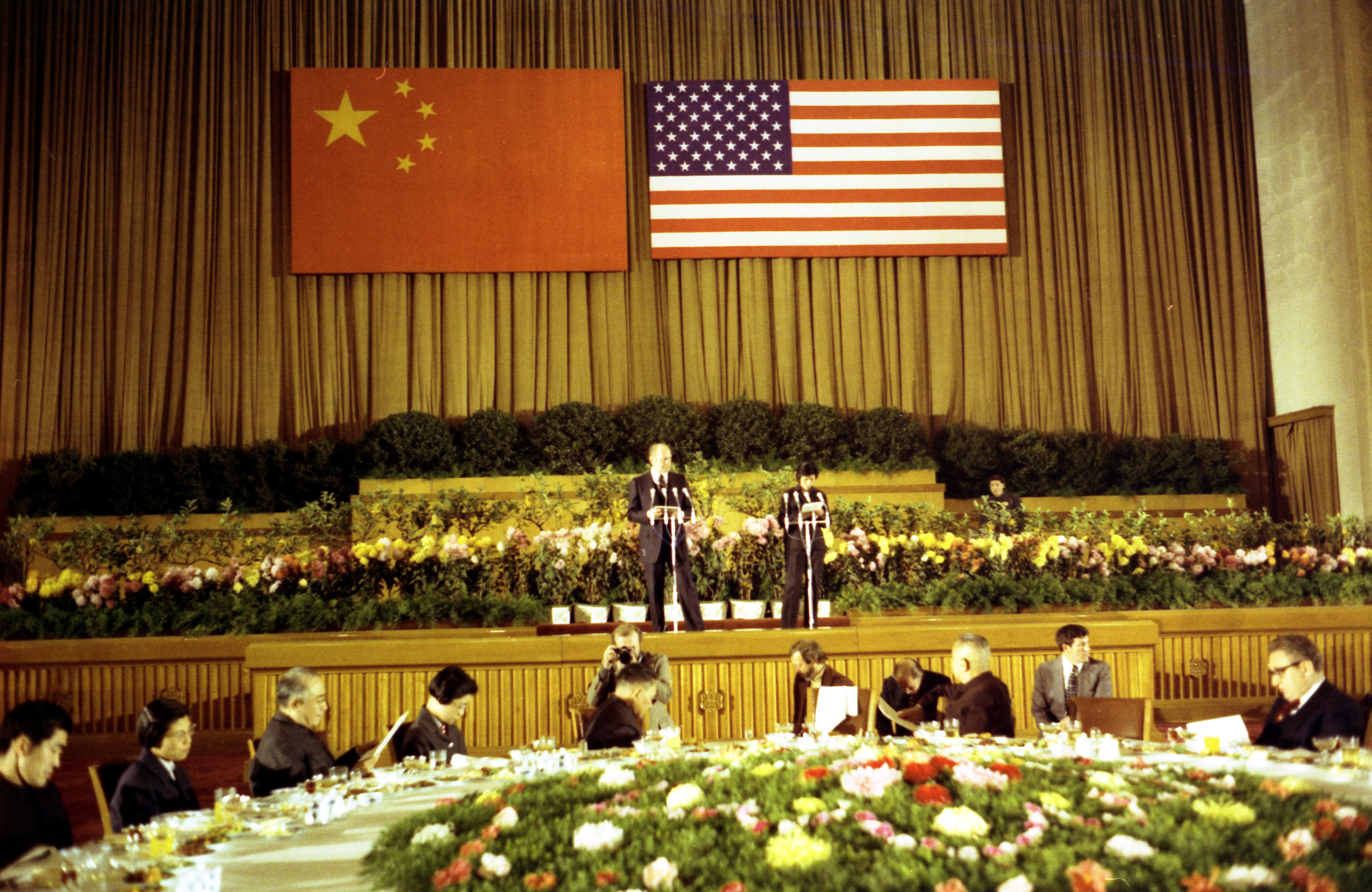
中美建交

1979年1月1日，美国与中华人民共和国建立正式建立外交关系，另外美国也通过《台灣關係法》，希望能维持台海现状。1月28日，中华人民共和国最高领导人、时任中国国务院副总理邓小平正式访问美国，同美国时任总统吉米·卡特会面。此前1978年底至1979年1月，在苏联的支持下，越南入侵柬埔寨、推翻了亲中的红色高棉政权，邓小平在访美过程中告知美国总统吉米·卡特中方进攻越南的意图（卡特劝阻无果），以确保美国不会同苏联站在同一阵线。邓小平等人于1979年2月17日发动了为期1个月的“中越战争”。
1984年1月，时任中国国务院总理赵紫阳对美国进行了为期一周的访问，与时任美国总统罗纳德·里根会面，是中华人民共和国政府首脑首次访问美国。1984年4月26日至5月1日，时任美国总统罗纳德·里根访华，与邓小平、李先念等人会面，成为中美建交后首位在任期内访华的美国总统。1989年2月25日至26日，时任美国总统乔治·H·W·布什访华，与邓小平、赵紫阳、李鹏等人会面。
1989年的“六四事件”曾对中美关系产生一定负面影响。与此同时，自邓小平时代起，美国对中国大陆提供了大量援助，截止1998财年，美国对华援助达1941万美元。

#### 中苏关系
1978年末，北京政府也开始关注越南试图扩张其在东南亚的影响力。对于有苏联支持的越南入侵柬埔寨及越境袭击中国，中华人民共和国在1979年2到3月发动了对越南“自卫反击战”，此后中国共产党及中国政府依然对民主柬埔寨提供了长期军事援助。之后，中苏又在苏联入侵阿富汗问题上发生冲突。中苏之间关系有着三个障碍：越南对柬埔寨的侵略、苏联对阿富汗的侵略以及苏联军队在中苏边境地区的驻兵。1980年代，中华人民共和国与西方国家的关系更加紧密，中国希望通过与西方国家的这种关系来帮助自己的经济建设，同时遏制苏联的扩张主义。
1989年5月，苏共中央总书记戈尔巴乔夫应中国国家主席杨尚昆邀请访华，并与中共中央军委主席邓小平、中共中央总书记赵紫阳会面，这是1959年以来中苏两国最高领导人之间的第一次晤面，宣告了中苏关系正常化的最终实现。

#### 六四事件
1989年发生的“六四事件”令中华人民共和国的外交陷入困境，很多国家都减少了与北京官方的外交接触。美国和欧盟同时对中华人民共和国采取了武器禁运政策并一直延续至今。同时北京政府也受到了除了部分社会主义国家之外的全世界诸多国家政府当局的谴责或表示“遗憾”、“担忧”，北京官方的外交在国际上一时陷入孤立。但之后中华人民共和国继续努力改善与其他国家的关系，到1990年代初与绝大多数国家之间的关系已经恢复正常。
1990年12月鄧小平在中共中央發表談話：
第三世界有一些國家希望中國當頭。但是我們千萬不要當頭，這是一個根本國策。這個頭我們當不起，自己力量也不夠。當了絕無好處，許多主動都失掉了。中國永遠都站在第三世界一邊，永遠不稱霸，也永遠不當頭。但在國際問題上無所作為不可能，還是要有所作為。作什麼？我看要積極推動建立國際政治經濟新秩序。我們誰也不怕，但誰也不得罪，按和平共處五項原則辦事，在原則立場上把握住。
六四事件发生后，邓小平提出了“冷静观察”、“沉着应付”、“韬光养晦”、“决不当头”、“善于守拙”、“有所作为”等中国的外交战略，后被归结为“韬光养晦、有所作为”的八字战略方针。

#### 冷战结束
1991年11月，中国加入亚太经济合作组织（APEC）。1991年12月，苏联解体、冷战结束，中国也与原苏联加盟共和国之间建立了外交关系。中华人民共和国外交转向低调务实，一直奉行邓小平提出的“韬光养晦”政策在国际事务中“不当头”，外交事务以经济合作为先。

### 江泽民时期

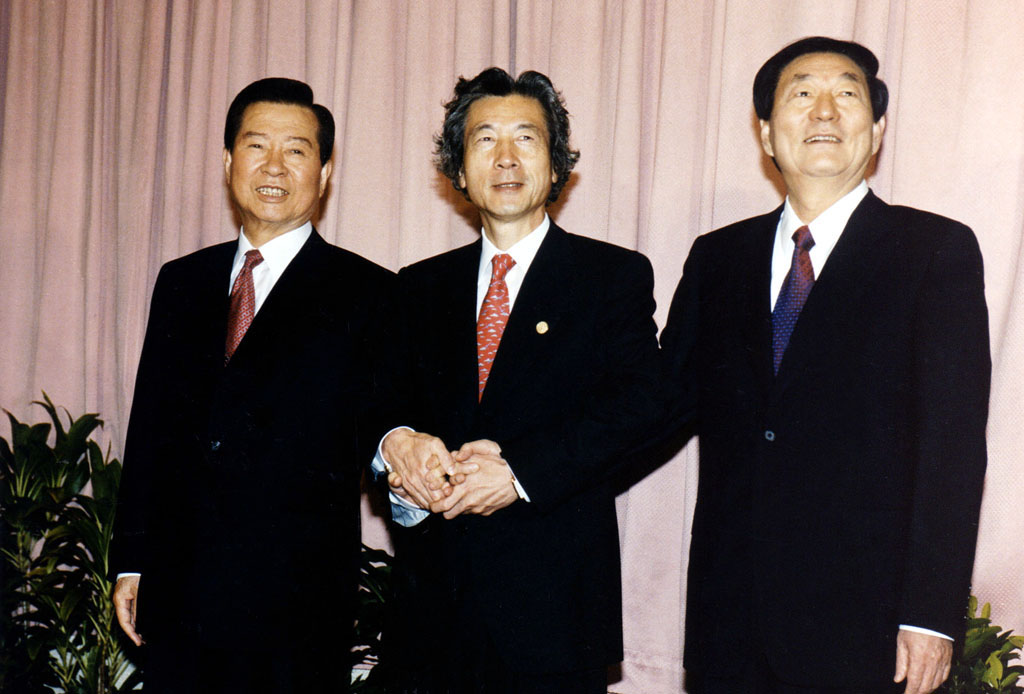
2001年11月5日，时任中华人民共和国国务院总理朱镕基与韓國總統金大中和日本内阁总理大臣小泉纯一郎在政府首脑会谈上握手

1996年的第三次台海危机、1999年美軍轟炸中國駐南斯拉夫聯盟使館事件以及2001年的中美撞机事件对中美关系造成冲击。1999财年-2012财年，美国对华援助总额约为5.36亿美元。
1997年，香港交接仪式；江泽民、李鹏等领导人访问香港，见证香港回归。1999年，澳门交接仪式，江泽民、朱镕基等领导人访问澳门，见证澳门回歸。
二十世纪末至二十一世纪初，中国积极参加各类国际组织。1999年，中国成为G20的创始成员之一。2001年6月，上海合作组织成立。2001年12月11日，中华人民共和国正式加入世界贸易组织（WTO）。

### 胡锦涛时期

與中華人民共和國建交的國家：1949/1950年代（深紅）、1960年代（紅）、1970年代（橘）、1980年代（米色）、1990年代-2000年代（黃）、2010年代-今（绿）。未建交國家及非独立国家均用灰色表示

二十一世纪初，中共中央总书记胡锦涛提出“和平崛起”、“和平发展”的理念。2004年，《鄧小平年譜》出版，中央文献出版社之後就衍伸為著名的20字箴言「冷靜觀察、穩住陣腳、沉着應付、韜光養晦、有所作為」，成為中國長期外交姿態的大方向。
2008年，世界爆发金融海啸，美国作为世界上唯一的超级大国，单极领导世界的情况越来越难以维持，而中国在世界经济危机的恢复过程中则扮演了重要角色，中国外交长期奉行的“韬光养晦”政策也开始逐渐向积极参与国际事务以及发挥重要作用的方向改变。
2009年6月，金砖国家领导人在俄罗斯叶卡捷琳堡举行首次会晤。2010年，中国的国内生产总值（GDP）超越日本、成为全球第二大经济体。尽管如此，作为发展中国家，中国依然接受部分发达国家的援助；截止2012年，美国对华援助总额约为5.56亿美元，涵盖藏人社区文化保存、艾滋病预防与治疗等30余种援助项目。
21世紀進入第二個十年後，中国领导人频频出访，中国也开始在联合国以及其他多边组织发挥更大更积极的作用。中国也力图减缓亚洲区域内的紧张，其为朝鲜半岛的稳定作出贡献，也加强了与东盟国家之间的关系，积极参加博鳌亚洲论坛等活动。

### 習近平時期

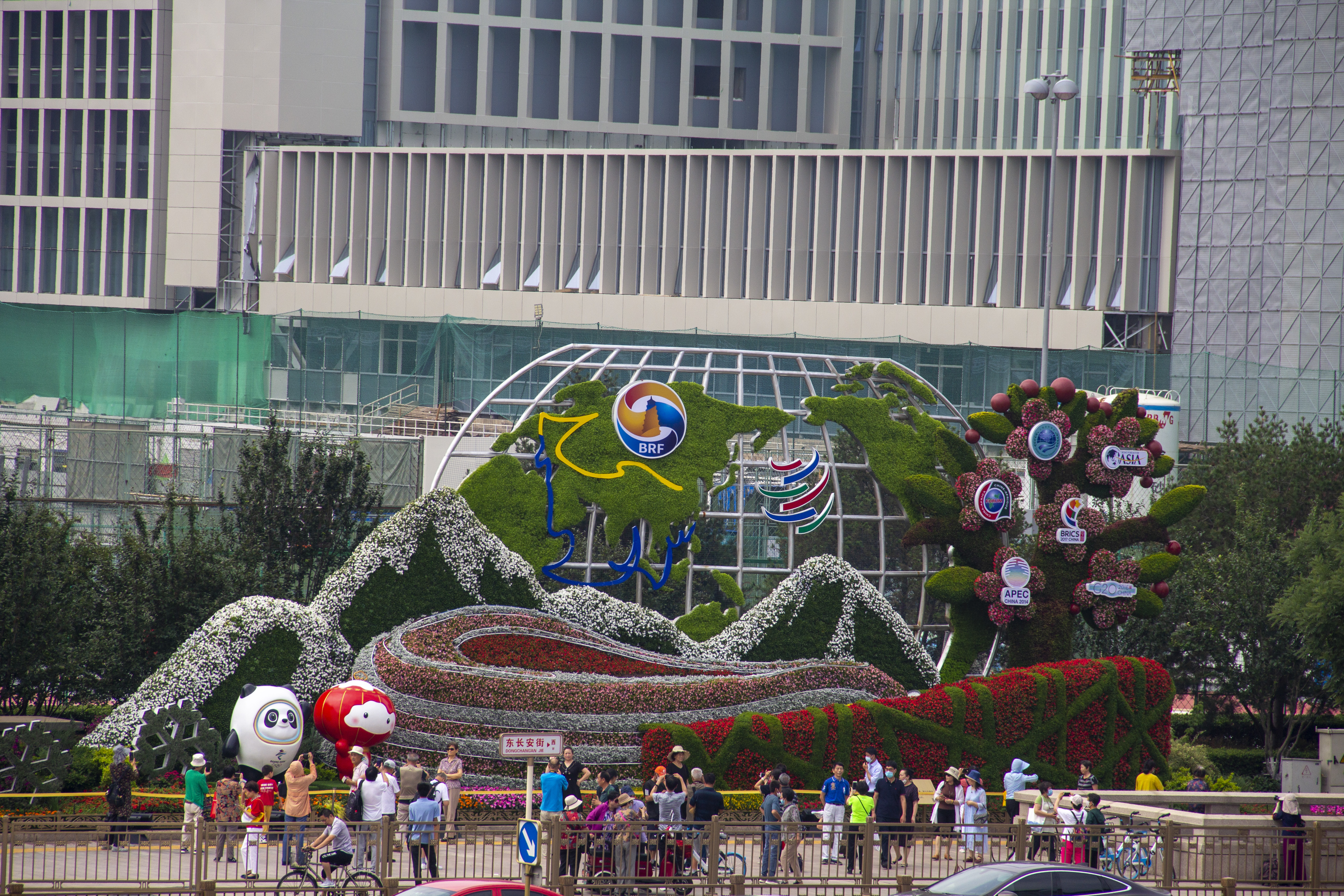
建党百年之际，北京东单立体花坛“走向世界”

#### 大国外交
2012年底，习近平出任中国共产党中央委员会总书记后，有媒体分析中国外交逐渐放弃了“韬光养晦”的政策，转而提倡“大国外交”、“大有作为”，引发一定国际争议。2013年底，中国政府提出“一带一路”，使参与该倡议的发展中国家及不发达国家经济获得长足进步，但也引发了一定的国际争议。而欧盟、美国为了消除中国影响，对抗中国“一带一路”，开始推出美欧版“重建更好世界”（Build Back Better World，B3W）”、“全球联通欧洲”（ A Globally Connected Europe）”。
2016年，G20峰会在中国杭州举行；2017年，金砖国家峰会在中国厦门举行。
在习近平任期内，中国与梵蒂冈的关系有一定改善，2018年9月22日，教廷與中國針對主教任命問題簽署了一項有關主教任命的臨時性協議。2020年，经两国协商，该协议延长两年。2022年10月双方决定将临时性协议再度延期2年。

#### 冲突加剧

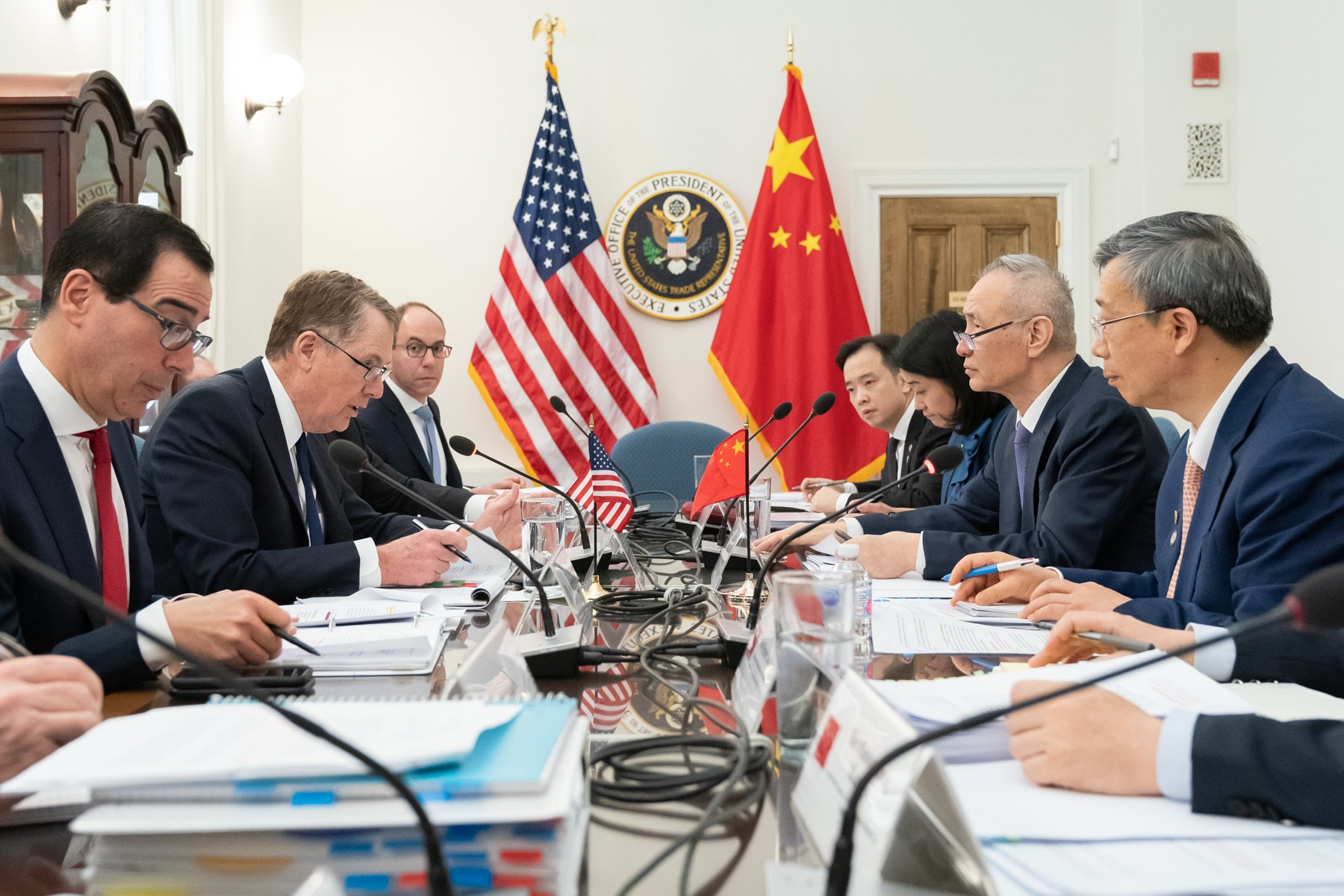
中美第9轮贸易谈判在美国华盛顿举行（2019年4月）

2018年开始的中美贸易战引起了国际广泛关注和争议，中美关系开始恶化。截止2019年6月，依据美国政府数据，2018年美中贸易逆差达4100多亿美元，而中国政府数据显示为1500多亿美元。
- 2020年3月30日，路透社報道，稱有兩名中國外交官證實，時任中共中央總書記習近平去年曾親筆下條子，要求外交官面對中美關係惡化等國際挑戰，必須立場強硬展現「鬥爭精神」(英語：fighting spirit)[136]。
- 2021年3月18日至19日，中共中央政治局委员、中央外事工作委员会办公室主任杨洁篪、国务委员兼外长王毅與美国国务卿布林肯、美国国家安全事务助理沙利文在阿拉斯加举行中美高层战略对话。這是拜登政府時期兩國之间首次高层面对面接触[137]。而此次對話火藥味十足，被華盛頓郵報評論為「拜登政府首次領教到中國戰狼外交作風」[138]。有分析认为，习近平将美国视作头号敌人[139]，中美交惡背景下，有分析指出目前中国与美国已经爆发第二次冷战[140]。

2019年6月，香港因逃犯条例而引发的反修例运动期间，中国中央电视台声称1984年签署的《中英联合声明》属“过时无效”，而随后中华人民共和国外交部以“香港事务纯属中国内政”面对外界质疑，引发西方争议。2019年起，中国与西方国家在新疆问题、香港问题上出现对立，相互制裁；中国与东南亚国家在南海问题上争端加剧，与印度在边界问题上出现流血冲突，而台海局势亦日趋紧张。
2020年5月20日，中国驻意大利大使李军华就意大利新冠肺炎疫情等问题接受意大利《晚邮报》采访。针对有人用“战狼”来形容中国外交的舆论战，李军华大使表示，我个人不认为“战狼”是合适的标签，“功夫熊猫”的比喻或许更贴切。他指出，一些国家少数政客、团体对中国抱有偏见和敌意，近来更是借助疫情反复对华造谣抹黑，极尽污名化之能事。中国外交官当然要把真相介绍给驻在国民众和媒体，还原事实、讲明道理。这既是为中国捍卫公平正义，也是为各方维护国际道义。相信任何国家的外交官面临同样的情况都会做出同样的反应。亦有分析认为，战狼外交类似毛泽东时期的文革式外交，有学者认为这对中国自身并不具建设性。

#### 重塑国际秩序
自2012年，习近平出任中国共产党中央委员会总书记以来中国在全球开展外交行动，包括构建人类命运共同体价值观、推行一带一路战略，在吉布提建设军港，推动亚洲基础设施投资银行的成立，加入区域全面经济伙伴关系协定，上海合作组织的扩员，举办阿富汗邻国外长会议，加深与中亚国家的合作，与所罗门群岛签署安全协议，建设中巴经济走廊，与伊朗进行全面合作计划，大力投资非洲，加深与海湾国家合作等，中国日益扩大在全球的影响力，有分析认为中国意图建立由中国领导的新国际秩序。
特别是习近平开启第三任期后，在外交上更加活跃，接连透过国际外交场合与美国、欧洲与亚洲等地十多个国家的领袖进行双边会晤。各国政要密集访华。促成沙特与伊朗重新建交，且似乎有意促成俄乌停火，扩大中国在中亚的影响力。深化和沙特阿拉伯、巴勒斯坦等中东国家的双边关系，扩大中国在中东的影响力。
在2023年6月14日德国出台的首份《国家战略安全》中提到，“中国正在以各种方式试图重塑现有的基于规则的国际秩序，越来越积极地要求获得区域优势“。而中国外交部美大司司长杨涛则称：“中国是第一个在《联合国宪章》上签字的国家，是当前国际秩序的创立者和维护者，也是受益者，我们为什么要改变现有国际秩序？有些人总是在说“基于规则的国际秩序”，那是基于什么规则？如果是《联合国宪章》，中方没有问题，如果只是少数国家制定的规则，和许多国家一样，中方难以苟同。”

#### 单边开放
从2023年开始中华人民共和国实行被称为“单边开放”的外交策略。包括放开入境签证对部分欧亚国家实行15天入境免签政策，对湄公河沿岸国家实行“澜湄签证”，即5年内可多次来往中华人民共和国的商务签证。对最不发达国家实行零关税待遇，加大中国对外投资同时放开外国资本对中国大陆的投资限制等政策。部分媒体认为中国实行“单边开放”是为了拉拢美国盟友，对抗美国的贸易保护主义。中国经济学家鄭永年認為，中國基於多邊主義之上的單邊開放政策不僅可能促使美國的「兩極化」演變成「自我孤立主義」，也能加速推動國際秩序重塑。

## 外交纲领
和平共处五项原则是中华人民共和国提出的国家外交纲领性政策，由时任中华人民共和国政务院总理周恩来于1953年底在会见印度代表团时提出，并于1954年成为指导中印关系，以及中缅关系的基本原则。该原则后来在措词上有过修改，与最初版本略有不同。
具体内容为：
- 互相尊重主权和领土完整
- 互不侵犯
- 互不干涉内政
- 平等互利
- 和平共处

1954年6月，中国总理周恩来率领中国代表团访问印度，时任印度总理尼赫鲁因看到中国在“抗美援朝战争”中赢得很高的国际威望而对中国感到“担心”。据官方说法，对此，周恩来“有针对性地阐明和平共处五项原则的基本思想”：
|  | 各国不分大小强弱，不论其社会制度如何，是可以和平共处的。各国人民的民族独立和自主权利是必须得到尊重的。各国人民都应该有选择其国家制度和生活方式的权利，不应受到其它国家的干涉。 |

五项原则后来在措词上作了修改，“平等互惠”改为“平等互利”，“互相尊重领土主权”改为“互相尊重主权和领土完整”，即为“互相尊重主权和领土完整、互不侵犯、互不干涉内政、平等互利、和平共处”。

## 国际关系
| 国别   | 正面 | 负面 | 中立 | 正负面差 |
| ------ | ---- | ---- | ---- | -------- |
| 日本   | 9%   | 86%  | 5    | -77      |
| 瑞典   | 14%  | 85%  | 1    | -71      |
|        | 15%  | 81%  | 4    | -66      |
| 丹麦   | 22%  | 75%  | 3    | -53      |
| 英国   | 22%  | 74%  | 4    | -52      |
| 美国   | 22%  | 73%  | 5    | -51      |
|        | 24%  | 75%  | 1    | -51      |
| 加拿大 | 23%  | 73%  | 4    | -50      |
| 荷蘭   | 25%  | 73%  | 2    | -48      |
| 比利时 | 24%  | 71%  | 5    | -47      |
| 德国   | 25%  | 71%  | 4    | -46      |
| 法國   | 26%  | 70%  | 4    | -44      |
| 西班牙 | 36%  | 63%  | 1    | -27      |
| 義大利 | 38%  | 62%  | 0    | -24      |

| 国别           | 正面 | 负面 | 正负面差 |
| -------------- | ---- | ---- | -------- |
| 西班牙         | 15%  | 68%  | –53      |
| 美国           | 22%  | 70%  | –48      |
| 印度           | 19%  | 60%  | –41      |
| 土耳其         | 29%  | 54%  | –25      |
| 法國           | 35%  | 60%  | –25      |
| 印度尼西亞     | 28%  | 50%  | –22      |
| 英国           | 37%  | 58%  | –21      |
| 德国           | 20%  | 35%  | –15      |
| 加拿大         | 37%  | 51%  | –14      |
|                | 46%  | 47%  | –1       |
| 巴西           | 45%  | 38%  | 7        |
| 希腊           | 37%  | 25%  | 12       |
| 秘魯           | 49%  | 34%  | 15       |
| 俄羅斯         | 44%  | 23%  | 21       |
| 墨西哥         | 55%  | 26%  | 29       |
|                | 63%  | 27%  | 36       |
| 巴基斯坦       | 63%  | 12%  | 51       |
| 奈及利亞       | 83%  | 9%   | 74       |
| 中华人民共和国 | 88%  | 10%  | 78       |

| 国别       | 正面 | 负面 | 正负面差 |
| ---------- | ---- | ---- | -------- |
| 捷克       | 25%  | 69%  | –44      |
| 法國       | 21%  | 63%  | –42      |
| 盧森堡     | 24%  | 61%  | –37      |
| 德国       | 26%  | 61%  | –35      |
| 瑞典       | 31%  | 64%  | –33      |
| 義大利     | 29%  | 60%  | –31      |
| 西班牙     | 29%  | 59%  | –30      |
| 荷蘭       | 32%  | 60%  | –28      |
| 丹麦       | 32%  | 59%  | –27      |
| 比利时     | 34%  | 61%  | –27      |
| 奥地利     | 34%  | 57%  | –23      |
| 芬兰       | 36%  | 55%  | –19      |
| 馬爾他     | 30%  | 47%  | –17      |
| 斯洛維尼亞 | 41%  | 53%  | –12      |
| 波蘭       | 37%  | 48%  | –11      |
| 匈牙利     | 40%  | 50%  | –10      |
| 葡萄牙     | 36%  | 45%  | –9       |
| 斯洛伐克   | 36%  | 44%  | –8       |
| 愛爾蘭     | 39%  | 47%  | –8       |
| 希腊       | 45%  | 49%  | –4       |
| 英国       | 39%  | 41%  | –2       |
| 爱沙尼亚   | 43%  | 35%  | 8        |
| 立陶宛     | 49%  | 36%  | 13       |
|            | 54%  | 39%  | 15       |
| 保加利亚   | 47%  | 31%  | 16       |
| 羅馬尼亞   | 56%  | 34%  | 22       |
| 拉脫維亞   | 51%  | 29%  | 22       |
| 賽普勒斯   | 58%  | 27%  | 31       |

截至2024年1月24日，中华人民共和国与183个国家建立外交关系，而与中华民国建交的有12个（参见台湾问题）。中华人民共和国政府与中华民国政府都以建交国不得承认对方政府为建交的前提条件，近年來，中華民國不再以此为其必要的建交条件，在一个国家在与中华民国建交后，中华人民共和国政府会与其断绝正式的外交关系。中华人民共和国对除海地之外其余未建立外交关系的国家的事务由驻其相邻的已建交国家的大使馆或领事馆兼辖。（例：中华人民共和国对不丹事务由驻印度大使馆代管），与中华民国建交的12个国家与中国大陆仍保持经贸关系。

### 主要外交关系
随着1989年中苏关系正常化及六四事件后西方国家实施制裁，中华人民共和国开始逐步恢复中苏交恶前亲近苏联的立场，在1991年苏联解体后仍与前苏联国家、尤其是苏联的主要继承国俄罗斯保持紧密友好的关系。从此在政治、军事上亲俄疏美即成为中华人民共和国外交的基本既定政策。中俄两国于1996年签署《全面战略协作伙伴关系条约》，确立两国间的特殊关系。进入21世纪后，2001年6月，在中华人民共和国的倡导下，中华人民共和国、俄罗斯、哈萨克斯坦、吉尔吉斯斯坦、塔吉克斯坦与乌兹别克斯坦成立了上海合作组织。俄罗斯总统普京与中华人民共和国领导人江泽民亦在2001年7月签署《睦邻友好合作条约》。由于与俄罗斯等前苏联国家的关系在中国外交中占据头等优先地位，民间将其归纳为“国家安全靠俄国，经济发展靠西方”。
2008年世界爆发金融海啸，美国小布什总统的单边主义路线以失败告终，继任总统奥巴马开始更加注意与世界其他各国合作领导世界，美国单极领导世界的情况越来越难以维持，而中华人民共和国凭借其改革开放以后所获得的丰硕经济成果，在拯救世界经济危机当中则扮演着不可缺少的重要角色，在国际经济秩序中，有中华人民共和国参与的G20具有一定国际地位。日本在安倍晉三上台以美国为盟主、日美军事同盟关系为机轴的前提下和中国周旋，2012年，中日经历了一段艰难的双边关系时期，不时出现争议和紧张局势，但在2014年後逐漸改善。
與此同時韓國朴槿惠政府達成與習近平的層峰領導人互訪，中韓關係發展一度熱絡，直到薩德系統事件後中韓關係急速惡化，不久後朴槿惠敗選下台民族派的文在寅上台決定控管紛爭，關係稍微平穩。同時朝鮮核武研發成功後帶來廣泛事件影響，一方面是核武威攝力達成一種威攝和平狀態美國對半島軍事動作逐漸下降，另一方面美國警惕中华人民共和国崛起帶來的全面挑戰自身地位，於是展開對中方的複合外交打擊，包含貿易、媒體、科技等中美關係往長線惡化發展。與此同時川普總統領導下美國與多方的貿易摩擦發生扮演國際動盪者角色，受此影响，中日關係和與歐洲、中東、俄羅斯的關係開始升溫。

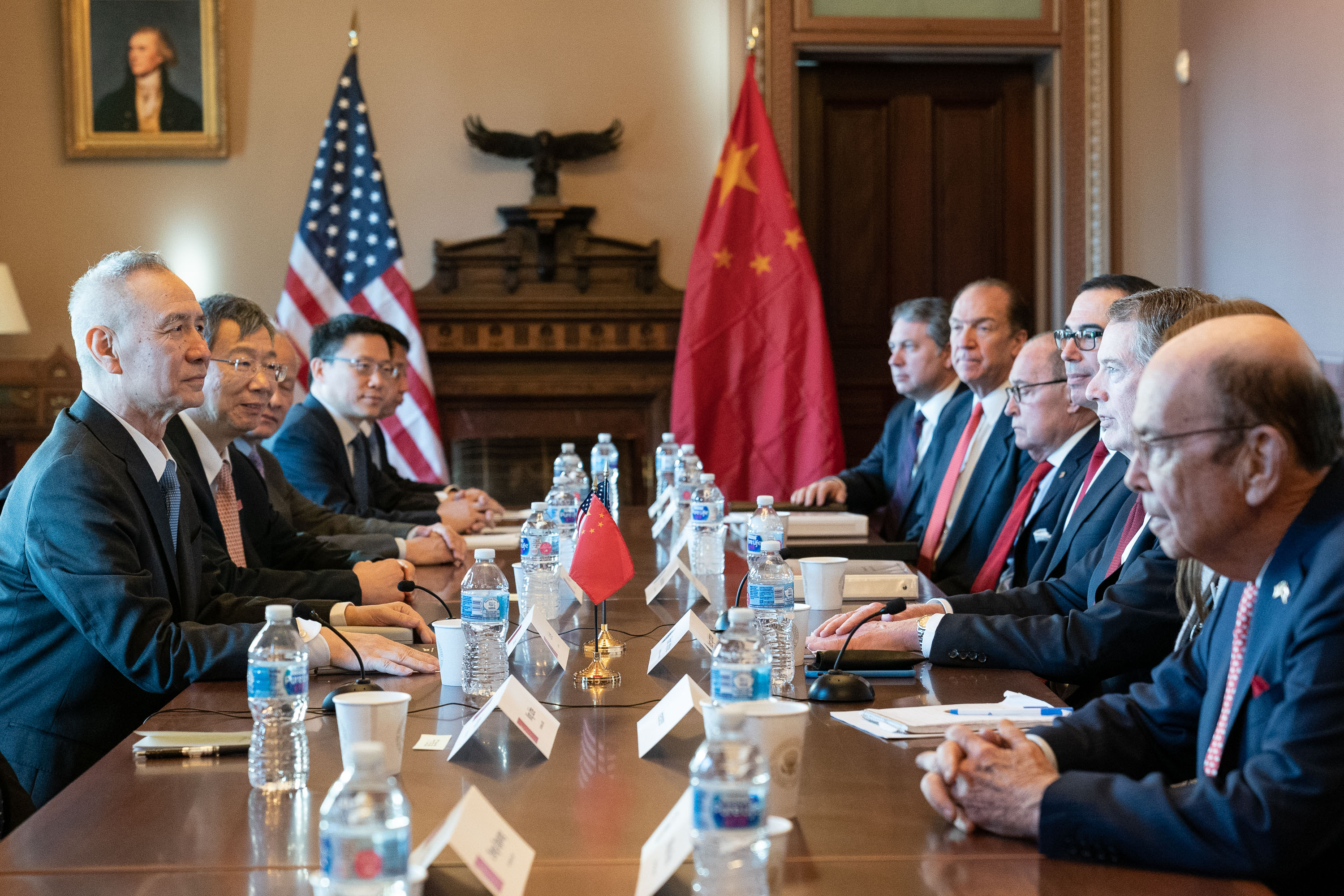
2018年起中美貿易戰之中的第五輪談判

### 周边外交
中国与多个国家有领土以及领海争端，包括了与越南在北部湾的争端，与多个国家在南海的领海与领土争端，以及多片土地与印度以及日本有领土争端。北京当局已经解决了多个领土争端议题，其中包括1997年11月与俄罗斯签订的领土争端一揽子解决方案，于2004年10月14日签订《中俄国界东段的补充协定》，据官方说法，该协议彻底解决了中俄4300公里边界问题。在2000年与越南签订的解决部分领土争端的条约。但是对于南中国海部分岛屿的国际争端依然有待解决。
2025年4月9日，首次中央周边工作会议召开。会议评价当前的中国同周边的外交关系“处于近代以来最好的时期”，强调要构建“周边命运共同体”。

### 多边外交

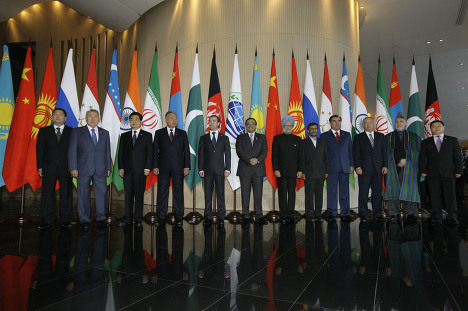
2009年上海合作組織會議在俄羅斯葉卡捷琳堡的各國領導人

1990年代末与21世纪初，中华人民共和国的外交政策主轴似乎是加强与俄罗斯以及欧洲的外交关系，以制约美国在全球的影响力。但是在911事件与伊拉克战争后中华人民共和国的外交政策有所改变。虽然美国对阿富汗以及伊拉克的攻击可能造成美国势力在全球范围内的继续增长以及对中华人民共和国进行更紧密的包围，但是随着美国的外交重心移到中东，美国希望借助中华人民共和国维持东亚地区的稳定。中华人民共和国在朝鲜问题上做出巨大的外交努力。2003年，中华人民共和国继续加强与东盟之间的政治、经济合作，后又敦促苏丹政府接受联合国维和部队进驻解决达尔富尔问题并取得成效。
現階段中华人民共和国外交长期奉行的“韬光养晦”政策也开始逐渐向积极参与国际事务以及发挥重要作用的方向改变。RCEP和亞信峰會、上合組織、新開發銀行、亚洲基础设施投资银行等組織中，中华人民共和国具有实际主導力，潛在的世界性影響力已經不容忽視，而且不論主動或被動，由于中國经济规模庞大，全球性经济政策已经不能缺少中华人民共和国的参与和配合，一帶一路計畫的開始啟動帶來深一波的多邊經濟外交場域。

### 外交争端
- 中華人民共和國一贯反对與其有外交關係的國家與中華民國政府（台湾问题）、西藏流亡政府和東突組織建立任何關係或與其代表會面，視之為干涉內政。
- 与印度的边界争端（参见阿克赛钦与藏南/阿鲁纳恰尔邦）。
- 南沙群岛主权争议：1935年中華民國出版了《中國南海島嶼圖》，表明了其對南沙群島主權的主張，马来西亚、文莱、菲律宾、越南以及印尼在各自獨立后都宣称对南沙群岛部分或全部区域享有主权。
- 西沙群岛为中华人民共和国实际控制和管辖，越南宣称对其享有主权。
- 中沙群岛的黄岩岛为中华人民共和国实际控制和管辖，菲律宾宣称对其享有主权。
- 宣称对钓鱼岛及其附属岛屿享有主权，日本宣称对上述岛屿拥有主权。

## 伙伴外交分级

### 级别释义

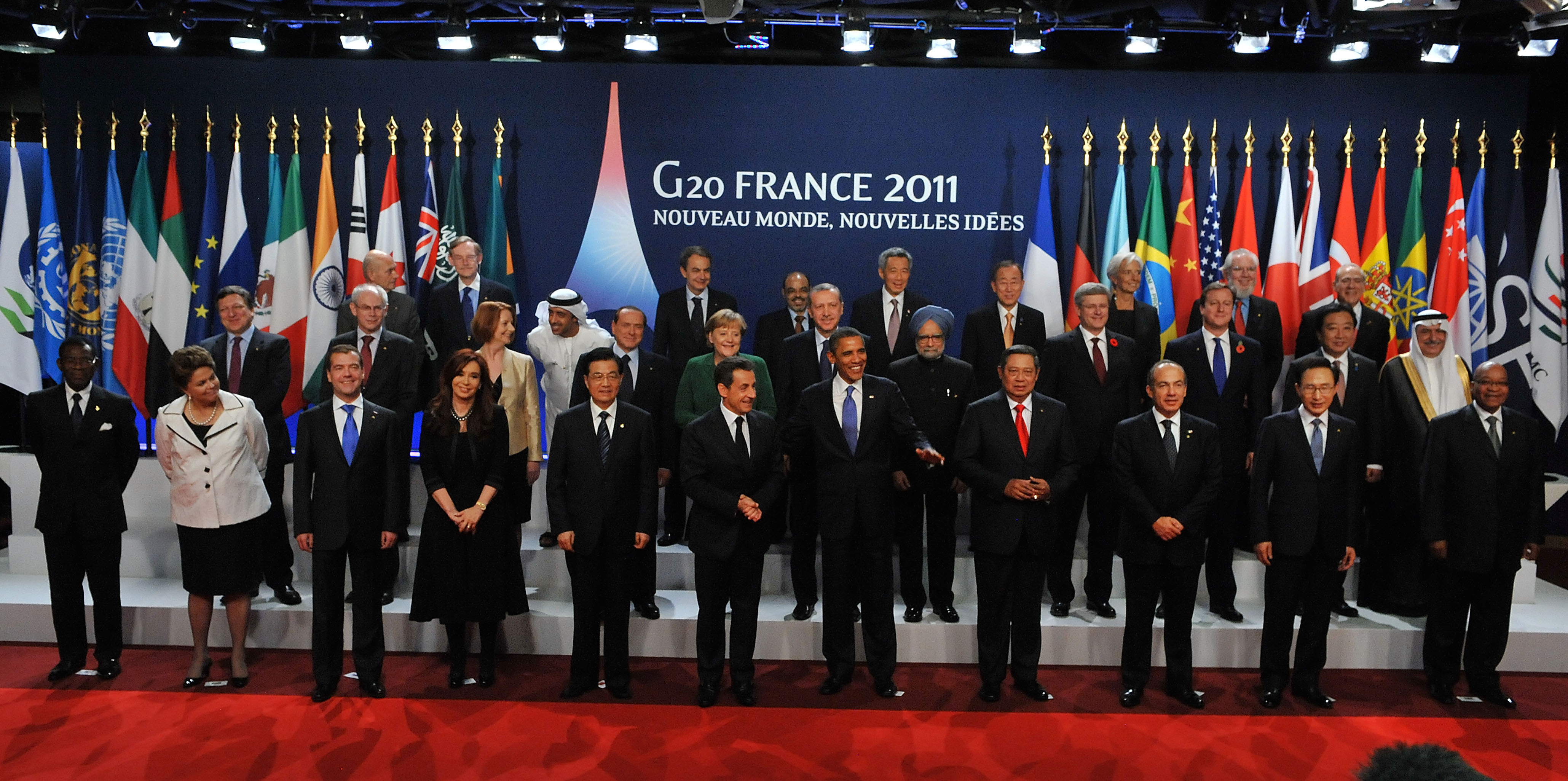
2011年G20集團法國戛纳峰會

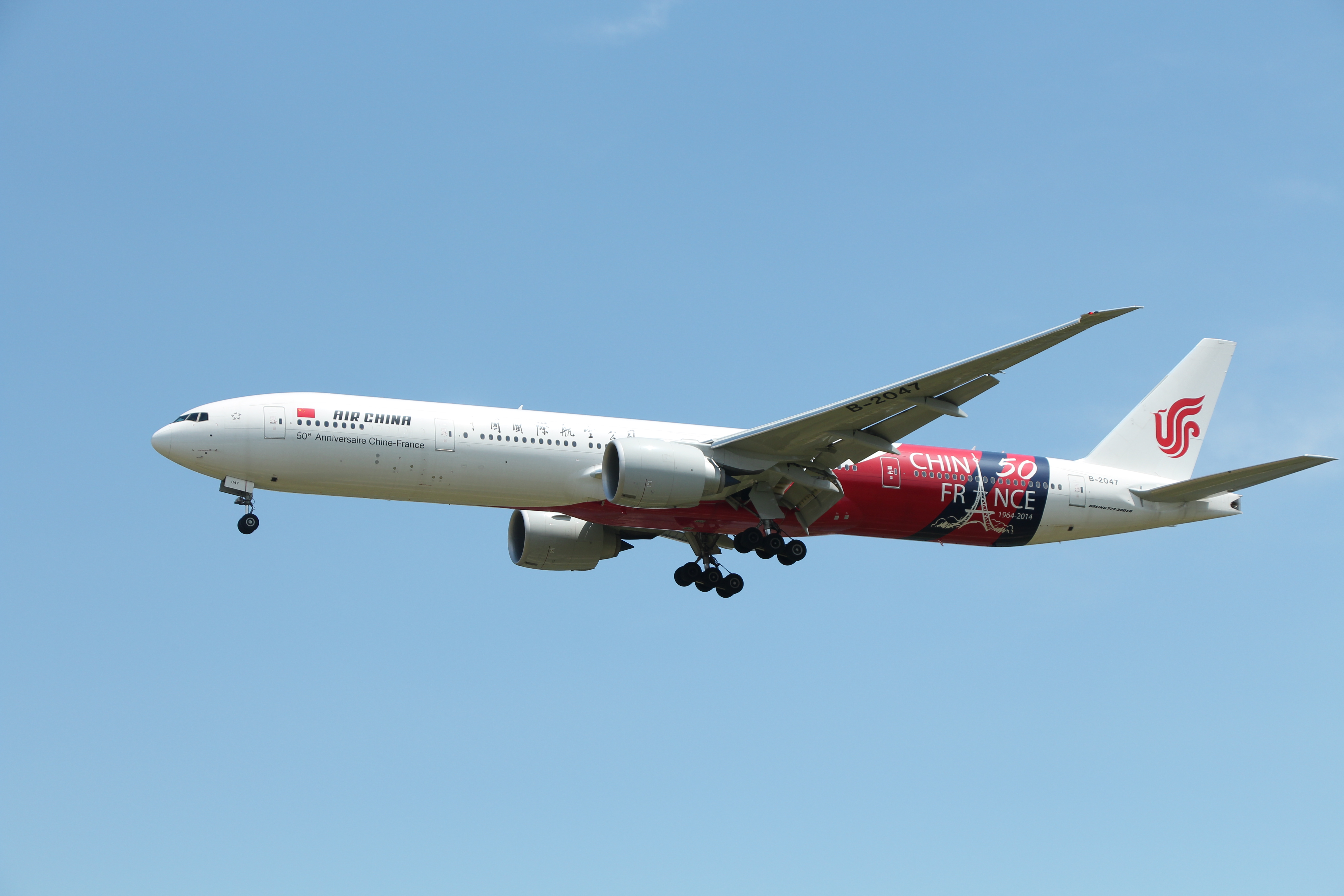
中国国际航空中法建交50周年涂装的波音777-300ER

从20世纪90年代开始，中华人民共和国按照外交关系亲疏将与其建交的国家划分不同的外交关系。虽然外交关系的等级可以作为中国与其他国家外交关系亲疏的一个标准，但它也并不能完全准确地显示两个国家的真实关系。
- “伙伴关系”：指互不对立，并遵守“求同存异”原则，不攻击某个特定的第三国。与中国建有伙伴关系的国家或组织，通常属于中国的邻国或者在国际有一定影响力。伙伴關係，意味着中國與某國双方已经达到一定的信任度，并且在重大问题上（如在西藏、新疆、台灣等問題上）没有根本分歧。目前中华人民共和国有54個夥伴[196][197]。
- “建设性”或“创造性”伙伴关系：双方本为敌对阵营，但希望通过合作与沟通建设真正的伙伴关系。
- “战略伙伴”：共同讨论世界经济问题并在军事、战略方面合作以及国际舞台上展开合作。
- “战略协作伙伴”：除战略合作的内容外，双方还将在军事、战略的技术方面协作互助。
- “全方位伙伴关系”：指更紧密、更全面、更牢固的伙伴关系。[198]
- “全面战略伙伴”：在战略的各个方面展开合作。
- “合作”主要指经济某些方面的合作；“全面合作”指经济各个领域的全面合作；
- “命运共同体”：主要指在中国的“构建人类命运共同体”行动和全球治理景愿方面达成政治共识的国家或者国际组织。

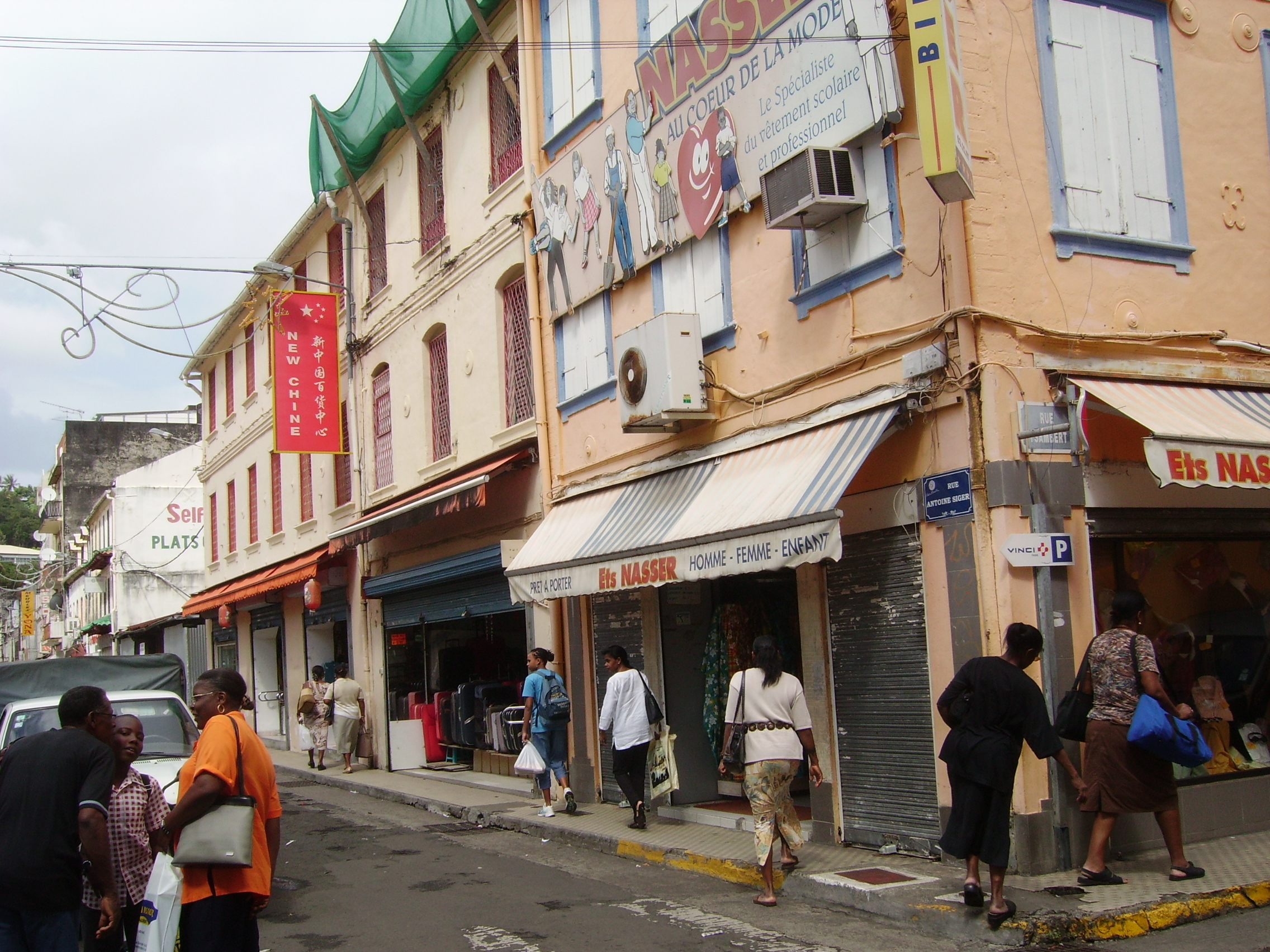
馬提尼克島上懸掛中华人民共和国国旗（五星红旗）的新中國百貨中心

2015年3月23日，中华人民共和国外交部部长王毅在中国发展高层论坛午餐会上发表演讲，指出“近年来，中国高举和平、发展、合作旗帜，秉持平等、包容和共赢的理念，努力构建全球伙伴关系网络，迄今已同75个国家、5个地区或区域组织建立了不同形式的伙伴关系。”

### 各国关系级别
以下仅列出部分国家和地区或区域组织，标有“？”符号表示不确定。以下大致由高至低排列：
战略协作伙伴关系
“战略协作”指除“战略合作”的内容外，双方还在军事技术等方面协作互助，为重視層次最高的特殊伙伴关系，即中国外交政策的唯一头等优先方向。據中國外交部的定義，與“合作”意義有所不同，基础首先得先建立在和平共处五项原则之上，強調不结盟、不对抗、不针对任何第三国的新型国家关系，并为双方在各个领域进行最广泛的平等互利合作创造了条件，双方在政治上完全平等，经济上互利合作，安全上相互信任，国际事务中加强协作。仅中俄关系被这样定位。
- 新时代全面战略协作伙伴关系：俄罗斯[201][202]

命运共同体
“命运共同体”，是在与中国建立了高水平的战略伙伴关系的基础上进行更广泛更深度的合作同时表示认同中国推动“构建人类命运共同体”价值观，参与中国“一带一路“行动和支持中国的全球倡议，愿意支持配合参与中国全球治理景愿的国家或者国际组织。
双边命运共同体
- 更公正世界和更可持续星球的命运共同体：巴西[204]
- 世代友好、高度互信、休戚与共的命运共同体：哈萨克斯坦[205]
- 世代友好、休戚与共、互利共赢的命运共同体：塔吉克斯坦[206]
- 睦邻友好、共享繁荣的命运共同体：吉尔吉斯斯坦[207]
- 和平共处、守望相助、合作共赢的命运共同体：蒙古国[208]
- 更为稳定、更加繁荣、更可持续的命运共同体：泰国[209]
- 高质量、高水平、高标准的新时代命运共同体：老挝[210]
- 新时代全天候命运共同体：柬埔寨[211]
- 具有战略意义的命运共同体：越南[212]（越南方面称为“未来共享共同体”（Cong dong chia se tuong lai）[213]）
- 具有地区和全球影响力的命运共同体：印度尼西亚[214]
- 新时代更加紧密的命运共同体：巴基斯坦[215]
- 新时代命运共同体：埃及[216]、塞尔维亚[217]、所罗门群岛[218]、肯尼亚[219]
- 高水平命运共同体：南非[220]、刚果共和国[221]、津巴布韦[222]、塞内加尔[223]、尼日利亚[224]
- 命运共同体：古巴[225]、乌兹别克斯坦[226]、土库曼斯坦[227]、缅甸[228]、马来西亚[229]

多边命运共同体
- 新时代全天候命运共同体：非洲联盟[230]
- 新时代命运共同体：阿拉伯国家联盟[231]
- 更为紧密的命运共同体：东南亚国家联盟[232]、中亚[233]、太平洋岛国[234]
- 命运共同体：拉美和加勒比国家共同体[235]

战略合作伙伴关系
“戰略合作”則意味着重視層次较高，一般是利益相關的國家甚至盟友，“戰略”從整體上、全局上、核心利益上对于中华人民共和国是政治、國家安全或特殊战略资源的最关键国家。
- 全天候战略合作伙伴关系：巴基斯坦

“全天候”就意味着：不管任何时刻，双方都在政治、经济、安全等各種国际事务中有紧密的关系，是战略合作伙伴中除战略意义的命运共同体外最高层次的友好关系。
- 新时代全方位战略合作伙伴关系：南非[238]。

“全方位”意味着比“全面”有更深层次的合作，更强的政治互信。
- 全面战略合作伙伴关系：柬埔寨、缅甸[239]、泰国、塞内加尔[240]、纳米比亚[241]、莫桑比克、塞拉利昂、津巴布韦、肯尼亚、坦桑尼亚、加蓬[242]、剛果民主共和國[243]、赞比亚[244]、马尔代夫[245]

“全面”指的是所有國際合作領域都具有一致性，包括政治、經濟、文化、軍事等。
- 战略合作伙伴关系：阿富汗、韩国、斯里兰卡[247]、印度、文莱、尼泊尔[248]、孟加拉国、苏里南

“战略合作”指的是所有合作選項，但相對的立場不一定相同，而如果單只有合作一般只有經濟（見下方定義）。
战略伙伴关系
“战略”則意味着政治層次較高。对中华人民共和国来说是國際政治、全球安全或战略资源的关键国家。
- 新时代全天候全面战略伙伴关系：匈牙利[249]
- 全天候全面战略伙伴关系：白俄罗斯[250]
- 全天候战略伙伴关系：委内瑞拉[251]、埃塞俄比亞[252]
- 全方位战略伙伴关系：德国[253]
- 永久全面战略伙伴关系：哈萨克斯坦[254]
- 全面战略伙伴关系：马来西亚、蒙古[255]、印尼[256]、阿尔及利亚、埃及[257]、丹麦、法国[258]、葡萄牙、西班牙、希腊、意大利、英国[259]、墨西哥、阿根廷[260]、巴西[261]、秘鲁、委内瑞拉[262]、澳大利亚[263]、新西兰[264]、 沙特阿拉伯[265]、伊朗[266]、塞尔维亚[267]、波兰[268]、乌兹别克斯坦[269]、塔吉克斯坦[270]、厄瓜多尔[271]、阿联酋、吉尔吉斯斯坦、智利、巴布亚新几内亚、斐济、库克群岛、密克罗尼西亚、纽埃、萨摩亚、汤加、瓦努阿图、刚果共和国、土库曼斯坦、所罗门群岛[272]、巴林[273]、吉布提[274]、尼日利亚[275]。
- 互惠战略伙伴关系：爱尔兰[276]
- 战略伙伴关系：阿联酋、吉尔吉斯、卡塔尔、土库曼、安哥拉、乌克兰、哥斯达黎加、加拿大、智利、斐济[277]、保加利亞[278]、塞浦路斯[279]、乌拉圭、玻利维亚、阿曼、科威特、约旦、伊拉克、摩洛哥、厄立特里亚、牙买加、瑞士、捷克、巴勒斯坦[280]、格魯吉亞[281]、哥伦比亚、尼加拉瓜[282]、突尼斯、阿塞拜疆、几内亚比绍、塞舌尔、科摩罗、马里、毛里塔尼亚、马拉维、乍得、索马里[283]、苏丹[284]、敘利亞[285]

合作伙伴关系
“合作”指的是政策相互协调、相互配合、相互支持，中國與之共事較為順利，只是其中不加战略修饰语的話，該合作多特指普通经济合作方面有密切交往。
- 全方位友好合作伙伴关系：比利时[287]，新加坡[288][289]

“全方位”指的是合作领域很多、范围广大，是比“全面”还要全面的关系与合作领域。
- 全面友好合作伙伴关系：罗马尼亚[290]

“全面”指的是合作领域不少、范围大。
- 全面合作伙伴关系：东帝汶、孟加拉、埃塞俄比亚、肯尼亚、坦桑尼亚、荷兰[291]、克罗地亚、赤道几内亚[292]、特立尼达和多巴哥

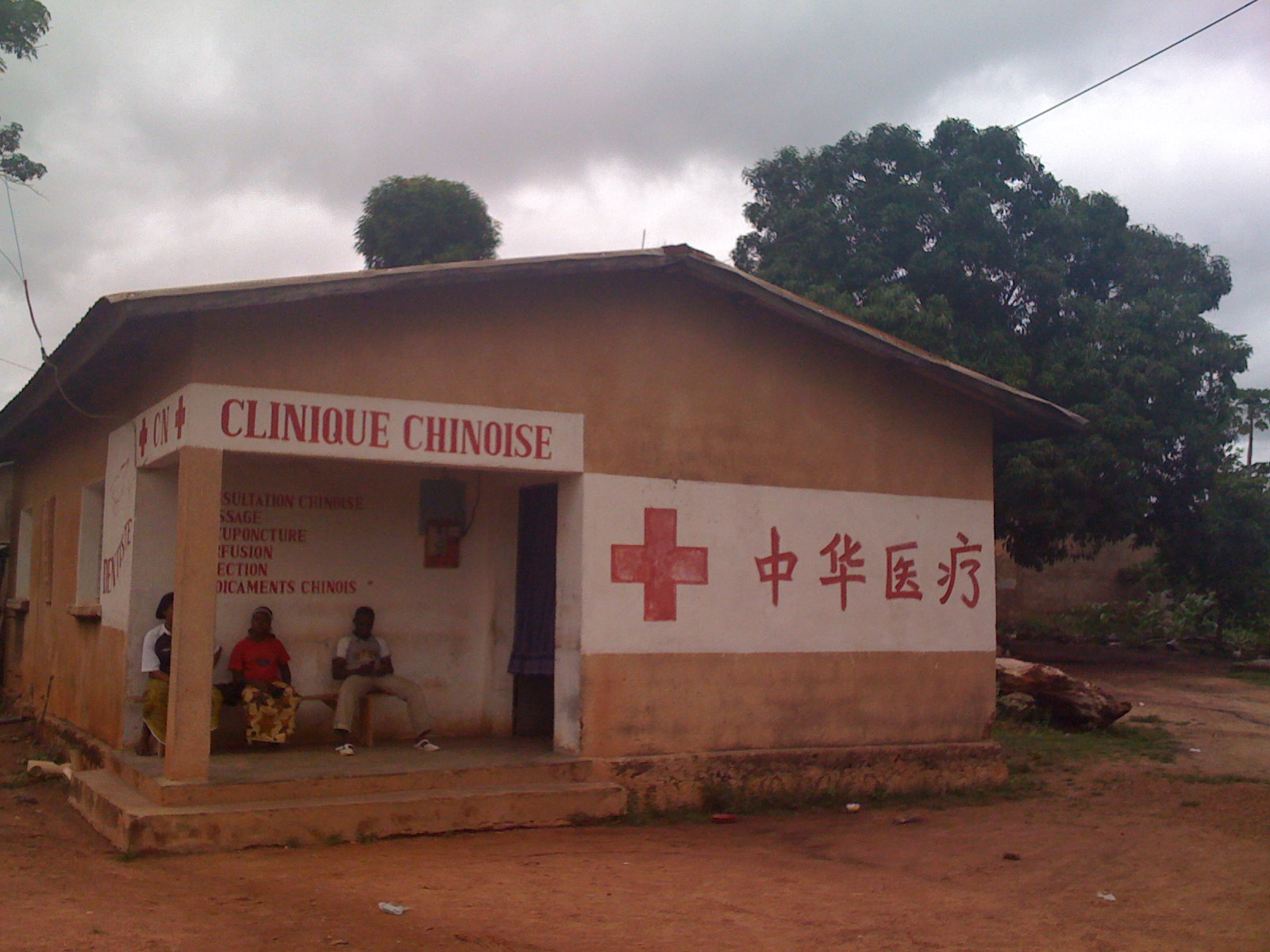
象牙海岸中國非洲醫療站

- 新型合作伙伴关系：芬兰[293]、以色列

### 其他伙伴关系
其他关系
- 有争议：美国（中方称为“新型大国关系”[294]，美方称为「战略竞争关系」[295]）
- 有争议的軍事同盟关系：中朝友好合作互助条约：1961年簽訂，集體防衛性質
- 全面战略合作关系：菲律宾
- 战略互惠关系：日本（见中日关于全面推进战略互惠关系的联合声明）
- 共同发展的友好伙伴关系：牙买加[296]

多边伙伴关系（指多國組織）
- 全面战略合作伙伴关系、新时代全天候中非命运共同体：中非关系[297][298]
- 全面战略伙伴关系：欧洲联盟、东南亚国家联盟[299]、太平洋岛国论坛[300]
- 新型战略伙伴关系：非洲联盟
- 战略伙伴关系：阿拉伯国家联盟、海湾阿拉伯国家合作委员会
- 全面合作伙伴关系：拉美和加勒比国家共同体

## 旅行与签证
截止2024年3月6日，Henley & Partners公司所作的研究表明，中华人民共和国普通护照持有者在亨利护照指数2024年3月全球排名得分为88分，在109个档次（共199种护照部分同名次）中位列第62名。中华人民共和国护照在共產主義國家中排名最高。
如果中华人民共和国普通护照持有者同时拥有第三国签证或者居留证件（如申根签证或美国永久居民卡），则可以免签证前往更多国家。同时在与中华民国建交而未与中华人民共和国建交的国家中，海地、圣基茨和尼维斯和圣卢西亚对中华人民共和国普通护照单方面免签证，帕劳和图瓦卢则实行单方面落地签证。世界上大部分国家的公民持普通护照进入中国大陆均需申请签证，中华人民共和国签证分为普通签证、外交签证、礼遇签证和公务签证。持有中华人民共和国外交签证或者持有外交护照（仅限互免签证的国家）的外国官员在中国大陆过境时或者逗留期间在中国大陆境内期间享有外交豁免权。
截至2021年，阿森松岛是目前唯一公开表明拒绝中华人民共和国护照持有者入境的地区。因为该岛常驻人员主要为卫星、海底光缆、美英空军基地（阿森松島皇家空軍基地）等工作人员约1,000人，尚无旅游业。

对中华人民共和国普通护照持照人实施签证优惠政策国家